# Pedicularis schugnana
Pedicularis schugnana är en snyltrotsväxtart som beskrevs av Boris Fedtjenko. Pedicularis schugnana ingår i släktet spiror, och familjen snyltrotsväxter. Inga underarter finns listade i Catalogue of Life.